# Los Angeles Railway
La Los Angeles Railway era la rete tranviaria a servizio dell'area centrale di Los Angeles e dei quartieri circostanti. Nota anche con il soprannome Yellow Cars per via del colore distintivo dei suoi tram, rimase attiva dal 1895 al 1963.
La rete aveva uno scartamento di 1 067 mm ed era alimentata tramite linea aerea a 600 volt corrente continua. Lungo Main Street e Hawthorne Boulevard condivideva i binari con la rete tranviaria interurbana Pacific Electric Railway.